# Барбариго, Грегорио
Григо́рий Иоа́нн Га́спар Барбариго (итал. Gregorio Barbarigo; 16 сентября 1625, Венеция, Венецианская республика – 18 июня 1697, Падуя, Венецианская республика) — итальянский кардинал, дипломат и богослов, канонизированный Католической церковью. Епископ Бергамо с 9 июля 1657 по 24 марта 1664. Епископ Падуи с 24 марта 1664 по 18 июня 1697. Кардинал-священник с 5 апреля 1660, с титулом церкви Сан-Томмазо-ин-Парионе с 21 июня 1660 по 13 сентября 1677. Кардинал-священник с титулом церкви Сан-Марко с 13 сентября 1677 по 18 июня 1697.

## Биография
Грегорио Барбариго родился в палаццо Барбариго (Венеция) в одном из самых знатных венецианских семейств, члены которого становились дожами и занимали прочие высокие посты Венецианской республики. Его отцом был сенатор Джованни Барбариго, мать умерла от чумы, когда Грегорио было 6 лет.
Юноша получил самое лучшее образование, возможное в его время. Предполагалось, что он изберёт дипломатическую карьеру, как и многие члены семейства.

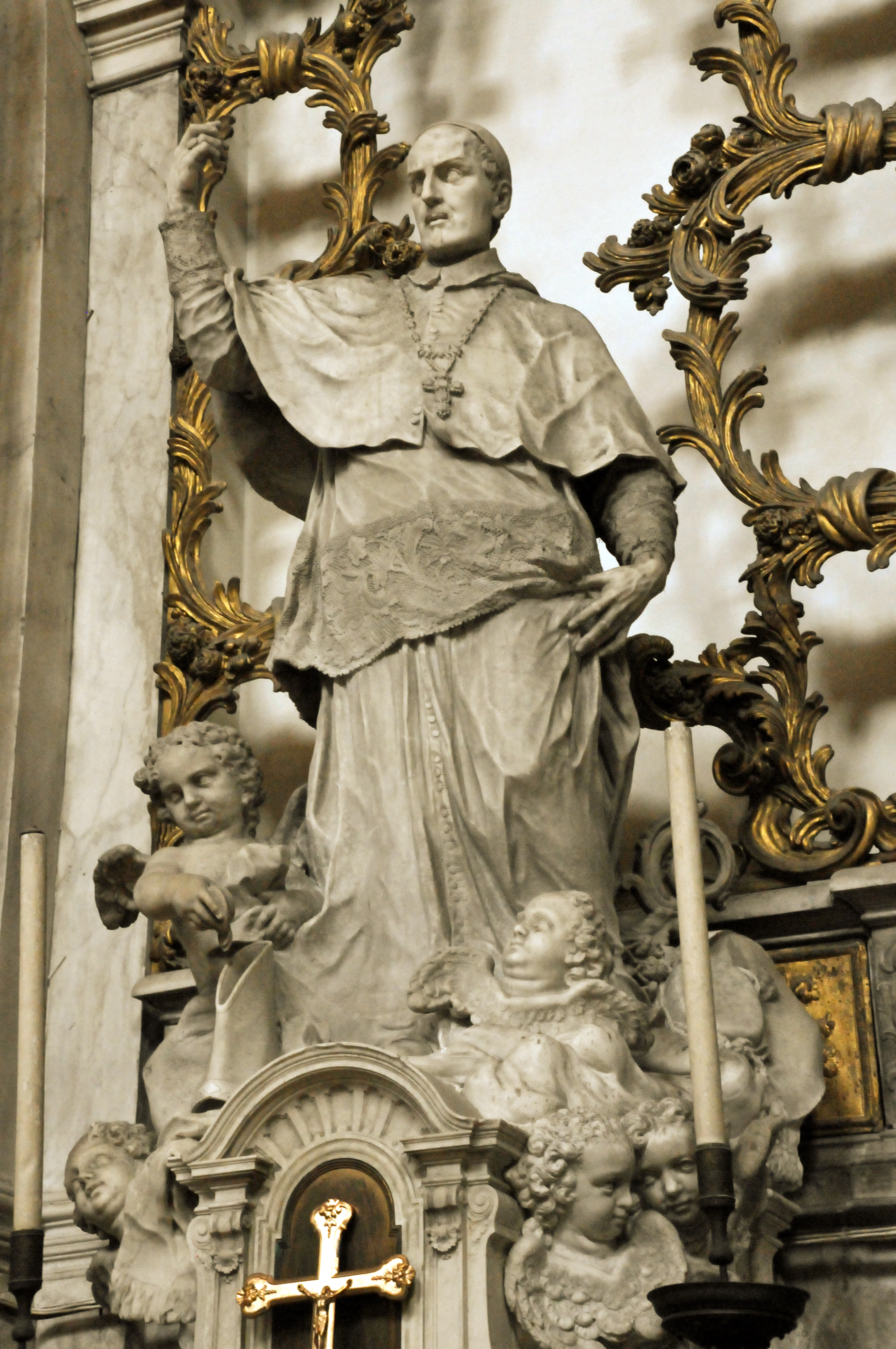
Статуя Грегорио Барбариго в церкви Санта-Мария дель Джильо (Венеция)

В 1643 году 18-летний юноша стал секретарём и помощником венецианского посланника Альвизе Контарини, направленного на мирные переговоры в Мюнстере, по итогам которых в 1648 году был подписан Вестфальский мир. Знакомство в Мюнстере с папским нунцием Фабио Киджи (будущим папой Александром VII) оказало на молодого человека большое влияние, он начал задумываться о церковной карьере. После возвращения из Мюнстера в Италию Барбариго защитил в Падуанском университете докторскую диссертацию по праву, но мысли о церковной деятельности не оставили его.
21 декабря 1655 года в 30-летнем возрасте рукоположен в священники патриархом Венеции Джанфранческо Морозини, после чего его старый знакомый папа Александр VII вызвал Барбариго в Рим. С мая 1656 года по август 1657 года в Риме свирепствовала эпидемия чумы. Папа проявил личное мужество, отказавшись покинуть город. Грегорио Барбариго он поручил подбодрять жителей города, находившегося на грани паники. Барбариго пешком обходил кварталы района Трастевере, который был эпицентром эпидемии, утешал жителей, оказывал помощь больным и хоронил умерших. Самоотверженная деятельность священника принесла ему большую популярность в народе.
В июле 1657 года Барбариго рукоположен в епископы и назначен епископом Бергамо. 5 апреля 1660 года назначен папой Александром VII кардиналом с титулом церкви Сан-Томмазо-ин-Парионе. 24 марта 1664 года переведён на пост епископа Падуи, в 1677 году ему был изменён кардинальский титул на кардинала-священника с титулом церкви Сан-Марко.
В церковной деятельности выказал себя горячим сторонником решений Тридентского собора, уделял большое внимание образованию священников и прихожан. Им были существенно расширены и реформированы семинарии в Падуе и Бергамо, основаны библиотека и типография в Падуе. Для покупки здания, в котором разместилась обновлённая падуанская семинария, он продал свои фамильные драгоценности. Падуанская типография стала одной из передовых типографий своего времени, печатала множество церковной литературы, в том числе и на других языках, имела в распоряжении греческие, арабские, сирийские, армянские и персидские литеры.
Умер в Падуе 18 июня 1697 года. Похоронен в соборе Падуи.

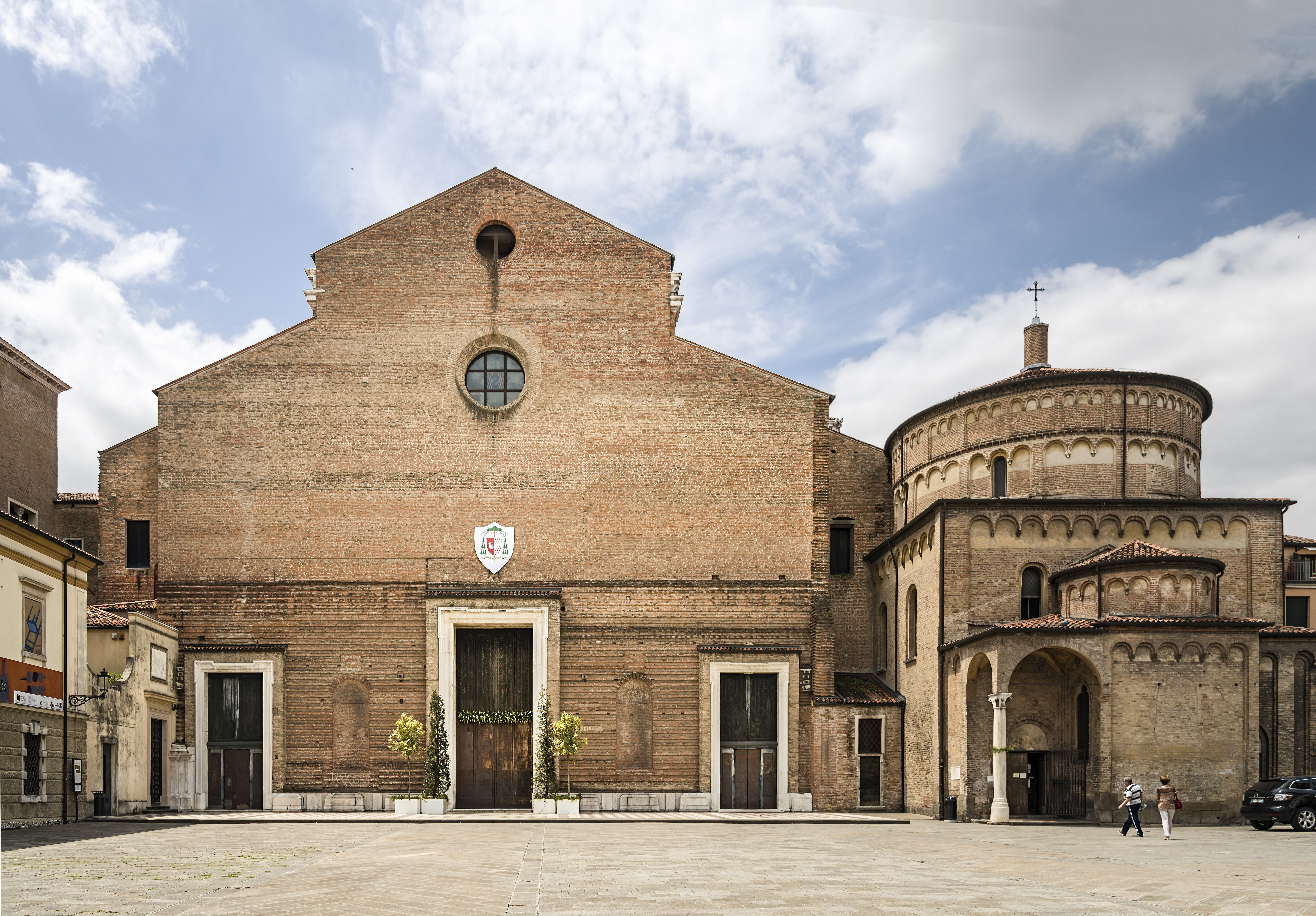
Падуанский собор
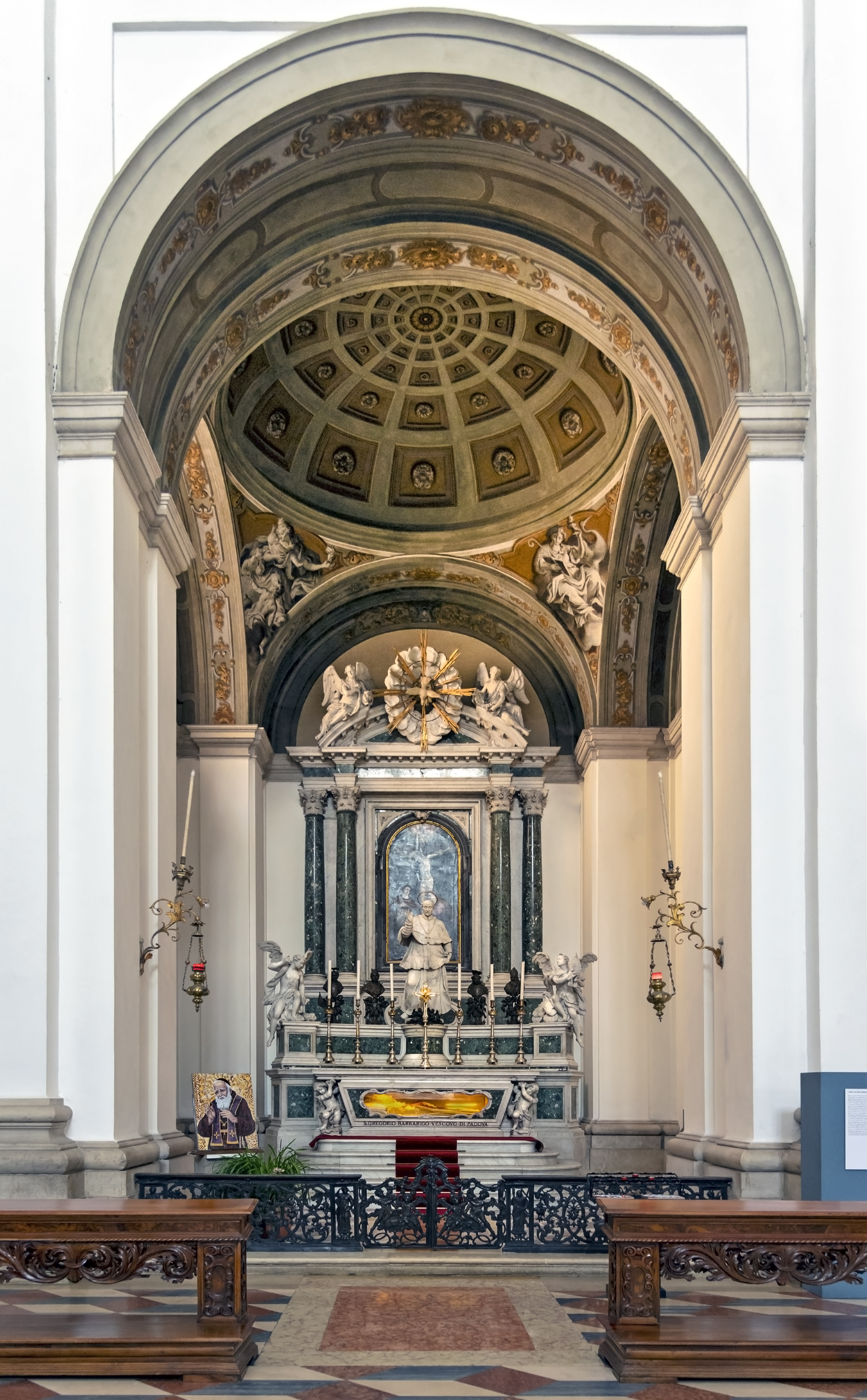
Часовня Грегорио Барбариго
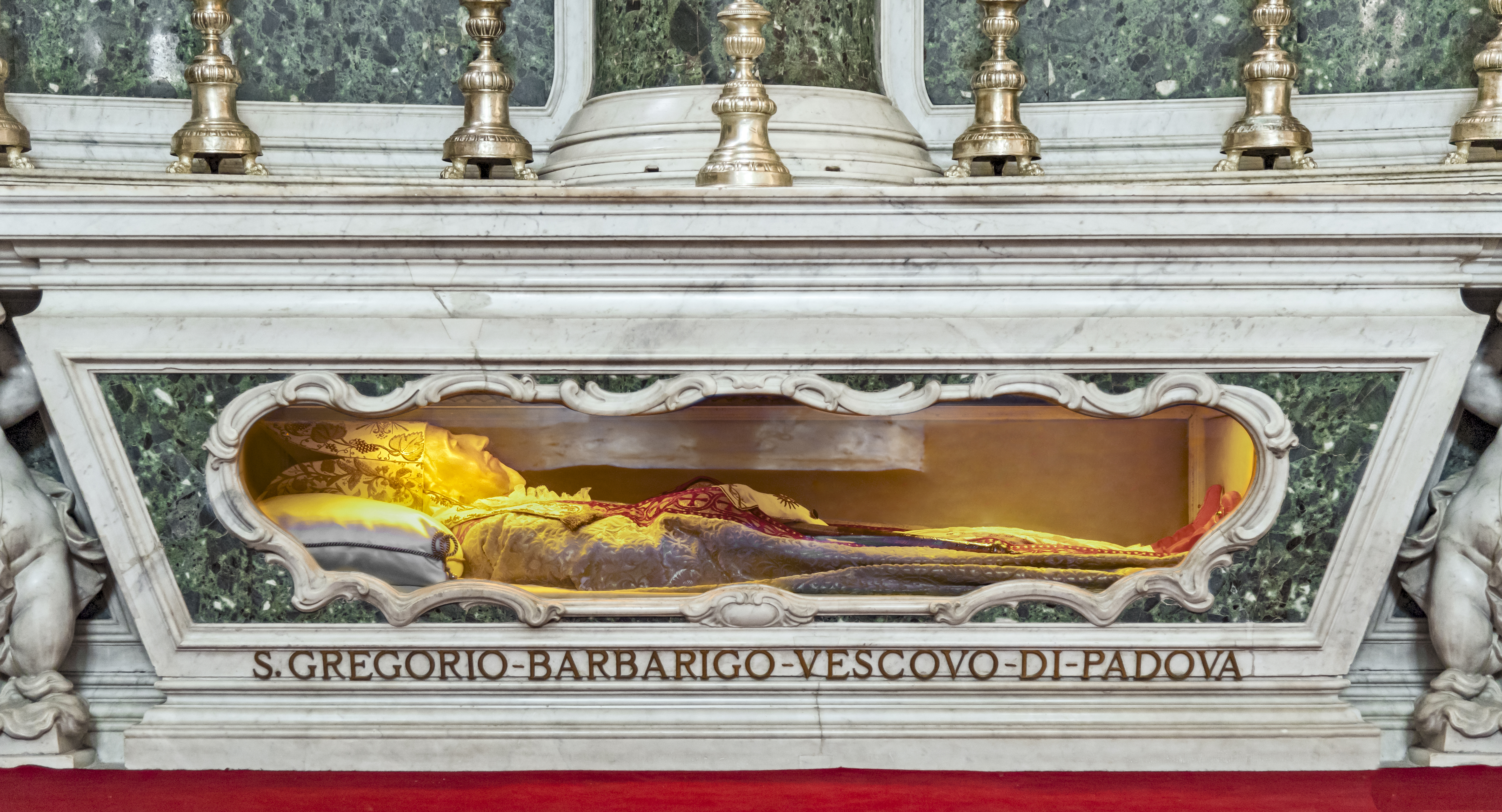
Бальзамированное тело святого

## Прославление
Папа Климент XIV беатифицировал Грегорио Барбариго 6 июля 1771 года, папа Иоанн XXIII канонизировал его 26 мая 1960 года.
День памяти в Католической церкви — 18 июня.